# Бела Торн
Анабела Ејвери Торн (енгл. Annabella Avery Thorne; Пембрук Пајнс, 8. октобар 1997) америчка је глумица, плесачица, певачица и модел.

## Биографија
Рођена је 8. октобра 1997. године у Пембрук Пајнсу, Флорида. Најмлађа је од четворо деце у породици Реиналда Торна, кубанског имигранта. И остало троје дјеце се бави глумом. Бели је у трећем разреду установљена дислексија. Мада има поремећај, то је не спречава да испуни своје снове. Она сама каже да јој глума помаже да превазиђе болест, а сада је добра плесачица. "Заправо никад нисам била плесачица. Једноставно ми се свидео сценарио серије, па сам морала да измишљам кораке на аудицији." — рекла је Бела у интервјуу за часопис Bravo. Бела је 2007. године изгубила оца, Реиланда Торна који је погинуо у саобраћајној несрећи.

## Каријера
Њена најпознатија улога је у серији Shake it uр гдје тумачи улогу Сиси Џоунс. Роки Блу (Зендеја) и Сиси Џоунс су плесачице у емисији „Играј, Чикаго“ (енгл. Shake it up, Chikago). Осим што игра, пева и глуми, Бела је написала књигу „Јесењи водопади“ (енгл. Autumn Falls), која говори о дјевојчици чији се живот мјења након што упознаје магију.
Њен први албум у соло каријери је Call it whatever 2014. године.

## Филмографија
| Улоге Беле Торн |                                   |                                        |                       |          |
| Година          | Српски назив                      | Изворни назив                          | Улога                 | Напомена |
| 2003.           |                                   | Stuck on You                           | MC Sideline's Fan     |          |
| 2006.           |                                   | Jimmy Kimmel Live!                     |                       |          |
| 2006.           |                                   | Entourage                              | Kid                   |          |
| 2007.           |                                   | The O.C.                               | Young Taylor Townsend |          |
| 2007.           |                                   | The Seer                               | Young Claire          |          |
| 2007.           |                                   | Craw Lake                              | Julia                 |          |
| 2007−2008.      |                                   | Dirty Sexy Money                       | Margaux Darling       |          |
| 2008.           |                                   | Blind Ambition                         | Witbert Daniel        |          |
| 2008.           |                                   | October Road                           | Angela Ferilli        |          |
| 2008.           |                                   | My Own Worst Enemy                     | Ruthy Spivey          |          |
| 2012.           | Млади вукодлак                    | Teen Wolf                              | Kanima                |          |
| 2008.           |                                   | Water Pills                            | Psych Out Girl        |          |
| 2009.           |                                   | In the Motherhood                      | Annie                 |          |
| 2009.           |                                   | Mental                                 | Emily                 |          |
| 2009.           |                                   | Forget Me Not                          | Young Angela          |          |
| 2009.           |                                   | Little Monk                            | Wendy                 |          |
| 2010.           |                                   | One Wish                               | Messenger             |          |
| 2010.           |                                   | Big Love                               | Tancy Henrickson      |          |
| 2010.           | Чаробњаци са Вејверли Плејса      | Wizards of Waverly Place               | Nancy Lukey           |          |
| 2010.           |                                   | Raspberry Magic                        | Sarah Patterson       |          |
| 2011.           | Срећно, Чарли                     | Good Luck Charlie                      | CeCe Jones            |          |
| 2011.           |                                   | Frenemies                              | Avalon Green          |          |
| 2012.           |                                   | Secret of the Wings                    |                       |          |
| 2010.           | Играј                             | Shake It Up!                           | CeCe Jouns            |          |
| 2013.           |                                   | Buttermilk Sky                         |                       |          |
| 2014.           | Случајно заједно                  |                                        | Хилари Фридман        |          |
| 2015.           |The Duff – Дежурна неугледна другарица     | The Duff                               | Медисон Морган        |          |
| 2015.           | Алвин и веверице: Велика авантура | Alvin and the Chipmunks: The Road Chip | Ешли Греј             |          |
| 2017.           | Амитвил: Буђење                   | Amityville: The Awakening              | Бел Вокер             |          |
| 2017.           | Дадиља из пакла                   | The Babysitter                         | Алисон                |          |
| 2018.           | Поноћно сунце                     | Midnight Sun                           | Кејти Прајс           |          |
| 2020.           | Дадиља из пакла 2: Краљица смрти  | The Babysitter: Killer Queen           | Алисон                |          |